# Сухов, Василий Иванович
Васи́лий Ива́нович Су́хов (1910—1945) — капитан Рабоче-крестьянской Красной Армии, участник Великой Отечественной войны, Герой Советского Союза (1945).

## Биография
Василий Сухов родился 20 февраля 1910 года в селе Барановка (ныне — Змеиногорский район Алтайского края). Окончил пять классов школы. Проживал и работал в Киргизской ССР. В 1932—1936 годах проходил службу в Рабоче-крестьянской Красной Армии. Окончил курсы усовершенствования командного состава запаса. В 1939 году Сухов повторно был призван в армию. С июня 1941 года — на фронтах Великой Отечественной войны. В 1944 году Сухов окончил первый курс Военной академии имени М. В. Фрунзе.
К январю 1945 года капитан Василий Сухов командовал батальоном 1285-го стрелкового полка 60-й стрелковой дивизии 47-й армии 1-го Белорусского фронта. Отличился во время освобождения Польши. 16 января 1945 года батальон Сухова одним из первых переправился через Вислу в районе города Новы-Двур-Мазовецки и захватил плацдарм на её западном берегу, после чего удерживал его до переправы основных сил, нанеся противнику большие потери. 8 февраля 1945 года Сухов погиб в бою. Похоронен в польском городе Пила.
Указом Президиума Верховного Совета СССР от 27 февраля 1945 года капитан Василий Сухов посмертно был удостоен высокого звания Героя Советского Союза. Также был награждён орденами Ленина и Отечественной войны 2-й степени, двумя орденами Красной Звезды.